# Landwehrschenke

Landwehrschenke am Chaussee-Damm, mit Veranden und Nebengebäuden (um 1895)

Die Landwehrschenke (auch Landwehrschänke) war ein historischer Gasthof im Tal des Leinegrabens am heutigen südlichen Stadtrand von Göttingen (Reinhäuser Landstraße 200). Das Areal gehört zur Feldmark von Geismar, seit 1964 ein Göttinger Ortsteil der Stadt.

## Geschichte

### Vorgeschichte: Dreckwarte und Ausspann
Zwischen 1380 und 1420 wurde um die Stadt Göttingen herum die Göttinger Landwehr als Verteidigungsanlage errichtet, die man später im Süden um zwei weiter entfernte Landwehren ergänzte. An der nach Süden verlaufenden alten Handelsstraße nach Witzenhausen und Heiligenstadt befand sich eine kontrollierte Durchfahrt mit Schlagbaum und einem rund 12 m hohen Wartturm, die sogenannte „Dreckwarte“. In der frühen Neuzeit, als die Landwehr an Bedeutung verlor, entwickelte sich an dieser Stelle der Landwehrkrug „Dreckwarte“ als Gasthof und Ausspann. Im Herbst 1641 allerdings diente die Dreckwarte noch einmal kurz bei Kriegshandlungen und wurde dabei sogar auf einem Gemälde der Belagerung und Beschießung Göttingens durch Truppen der Liga abgebildet.

Die in städtischem Besitz befindliche Schenke wurde 1871 an Louis Aschoff verkauft und etwas später die reste der alten Landwehr im Zuge der Verkoppelung eingeebnet. Der ehemalige Standort der Dreckwarte (etwa 500 m westlich der der heutigen Landwehrschenke) auf freiem Weld an einem Weg und am Landwehrgraben ist seit 2013 durch einen Steinkranz von etwa 5,60 m Durchmesser vom städtischen Bauhof markiert und wird mit einer Informationstafel erläutert.

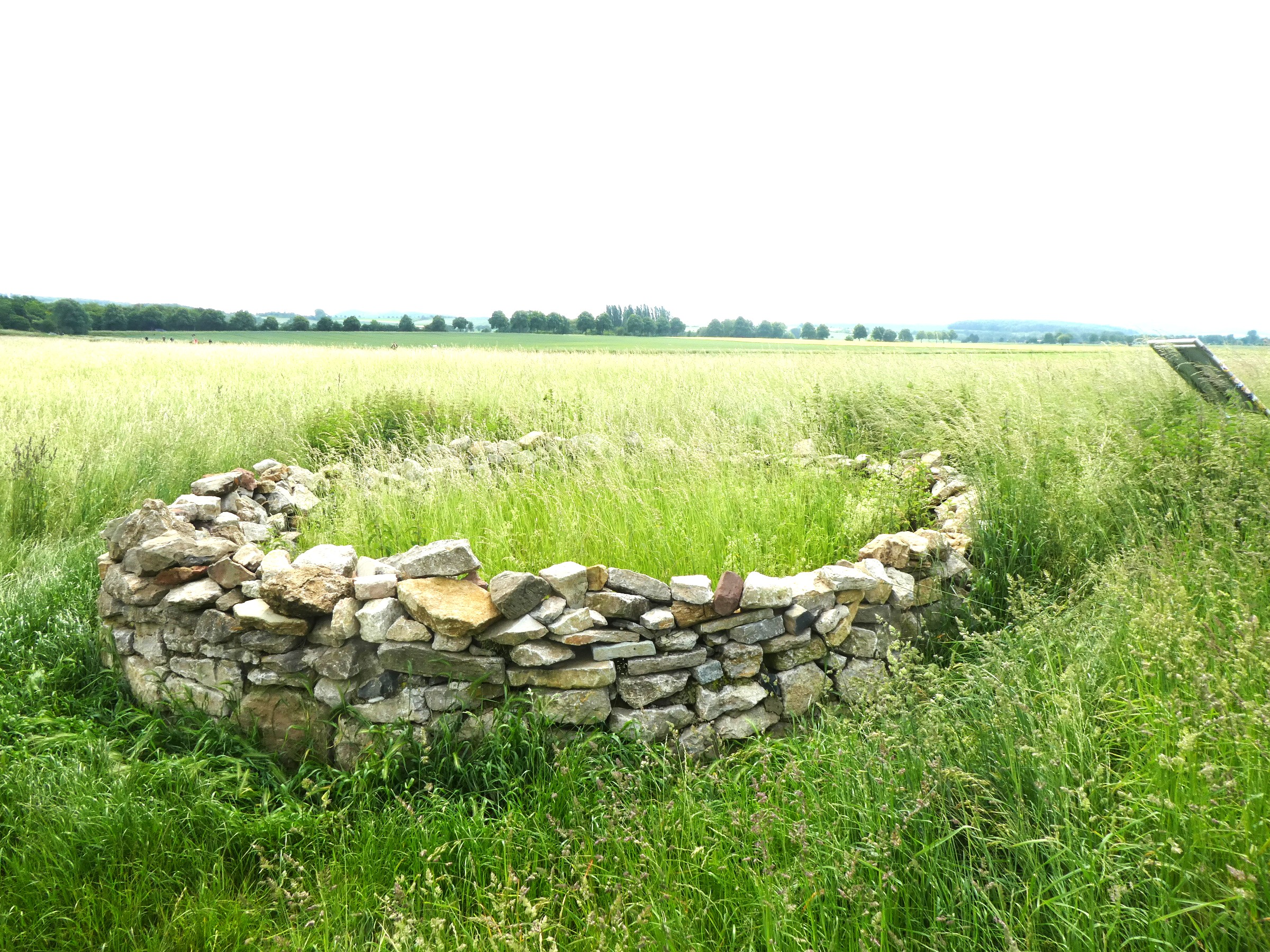
2013 rekonstruierter Steinkranz am Standort der ehemaligen Dreckwarte (2025)
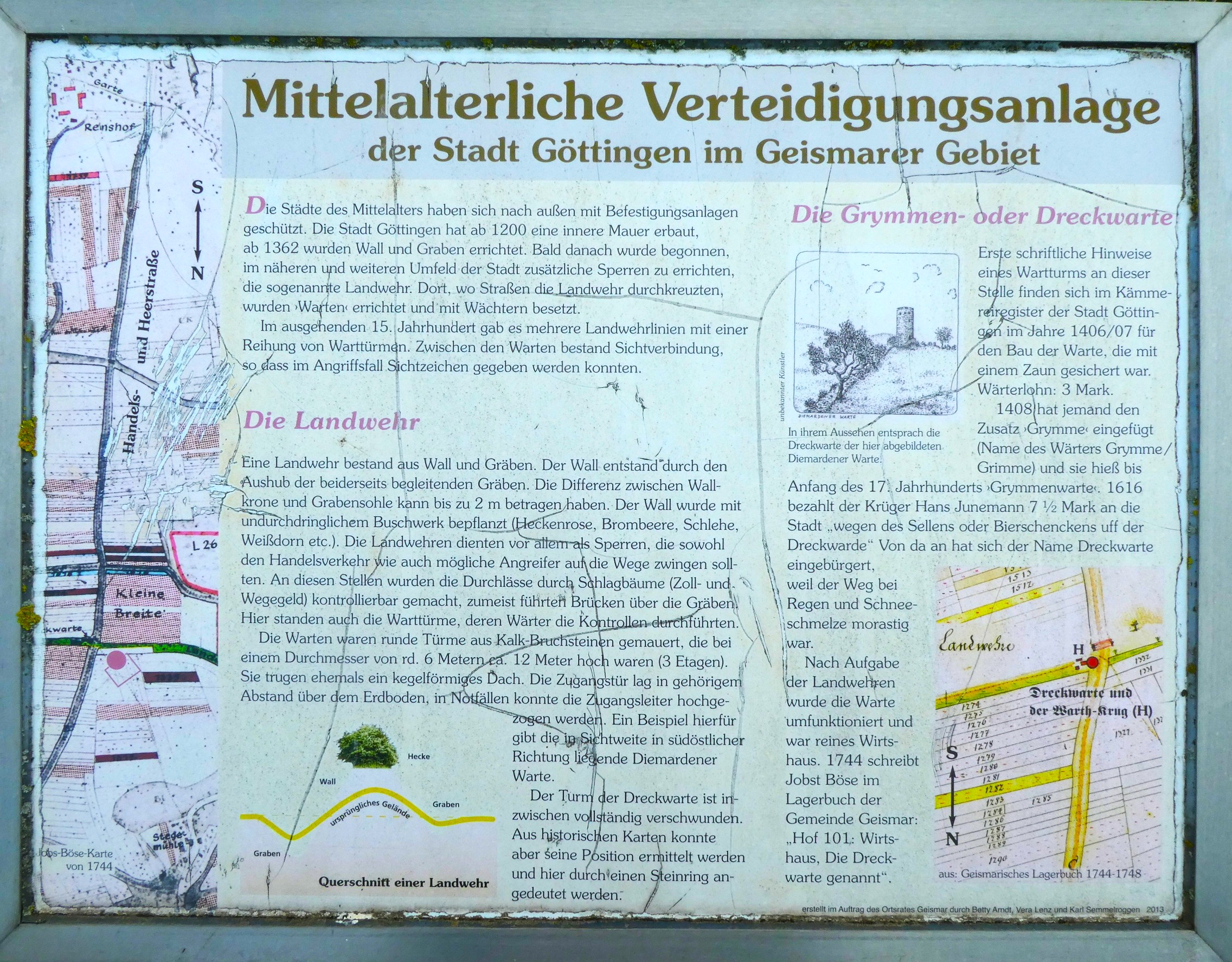
Informationstafel von 2013 zur Geschichte von Dreckwarte und Göttinger Landwehr
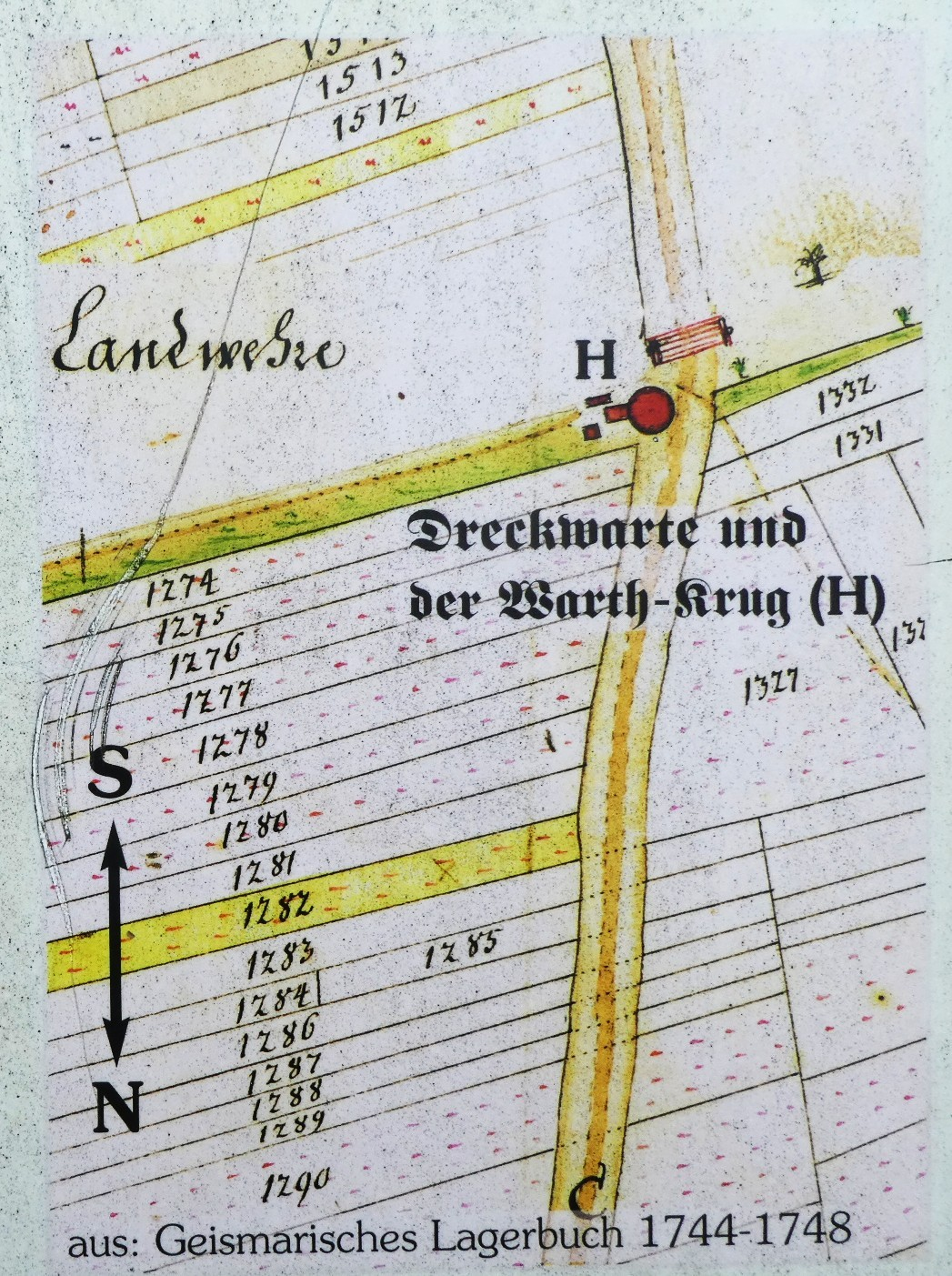
Lageplan von Dreckwarte und „Warth-Krug“ an der ehemaligen Landstraße (Umzeichnung einer Lagerbuch-Karte der 1740er Jahre auf der örtlichen Informationstafel von 2013)

### Standortverlagerung und Ausflugsgaststätte
Ursprünglich verlief die Landstraße etwa 500 Meter weiter westlich in der Nähe sumpfiger Leinewiesen und wurde in einem historisch bisher nicht häher erforschten Zusammenhang nach Osten verlegt, wo sie als Landesstraße 564 von Göttingen schnurgerade nach Süden Richtung Friedland noch heute verläuft. Offenbar ist auch das Gasthaus der Landwehrschenke bei dieser ungewöhnlich aufwändigen Maßnahme mit verlagert und neu erbaut worden. Der Zeitpunkt ist ungeklärt: In der entsprechenden Karte der Kurhannoverschen Landesaufnahme von 1784 wird die geplante neue Trasse noch rot gestrichelt als „Allignement der Chaussée auf Heiligenstadt“ dargestellt. Die erste Erwähnung einer neuen Landwehrschenke am jetzige Ort soll 1787 in einer Inventaraufnahme erfolgt sein. Hauptkonkurrenz für den Betrieb war die um 1800 durch die Herren von Hardenberg 1,7 Kilometer südlich an derselben Straße angelegte Garteschenke.
Seit dem 18. Jahrhundert diente die neue Landwehrschenke mit Kegelbahn vor allem als Ausflugsziel für die Göttinger, das nach einer guten halben Stunde Spaziergangs zu erreichen war. Obgleich Ludwig Wallis in seinem Stadtführer Der Göttinger Student (1813) wegen „wenig Abwechslung und Unterhaltung“ vom studentischen Besuch der Landwehrschenke abriet, ist das Lokal doch im 19. und 20. Jahrhundert vor allem als Studentenlokal bekannt geworden – sogar literarisch: 1820/21 verkehrte der Corpsstudent und später berühmte Dichter und Schriftsteller Heinrich Heine während seiner kurzen Göttinger Studienzeit mit Corpsbrüdern in der Landwehrschenke. In seinen Briefen erwähnte Heine das „Landwehr-Lottchen“ (Charlotte Ludwig), das sich standhaft gegen studentische Frivolitäten zu erwehren wusste, so dass er noch in späteren Lebensjahren diesen für ihn peinlichen Moment erinnerte. Seit Mitte des 19. Jahrhunderts war eines der Nebengebäude Pauklokal des Göttinger Senioren-Convents, wo die Studentenverbindungen ihre Mensuren ausfochten. Der mit einem hölzernen Bogengewölbe ausgestaltete Pauksaal enthielt  eine Biertheke und an den Seiten Tische für jedes der sieben Göttinger Corps sowie für die ebenfalls teilnehmende schwarze Verbindung Lunaburgia. Zur ärztlichen Wundversorgung war ein Flickzimmer vorhanden, in dem die Paukärzte die Schmisse nähten. Die Landwehrschenke blieb bis zum Verbot der Studentenverbindungen durch die Nationalsozialisten 1935 das bevorzugte Pauklokal des Göttinger SC. Auch nach dem Zweiten Weltkrieg fochten die Göttinger Corps nach der Entscheidung des BGH im Göttinger Mensurenprozess (1953) während der 1950er Jahre wieder bevorzugt auf der Landwehr. Später wurde die Landwehrschenke viele Jahre bis 2019 als Nachtclub („Chateau“) genutzt, aktuell befinden sich dort ein Hotel und eine Spielhalle (Stand Juni 2025).

## Beschreibung
Das denkmalgeschützte Hauptgebäude der Landwehrschenke ist um 1800 als breit gelagerter zweigeschossiger Fachwerkbau unter einem Kurzwalmdach errichtet worden; der Eingangsbereich ist jünger umgebaut. Ein Anbau auf der Nordseite stammt aus der Zeit um 1900, ein weiterer Anbau wurde später wieder abgetragen. Ebenfalls abgetragen wurde von den früheren Gastwirten der mittelalterliche Wartturm und das Material für den Bau von Nebengebäuden verwendet. Hinterm Hauptgebäude befand sich einst ein kleiner Garten mit einer Kegelbahn.

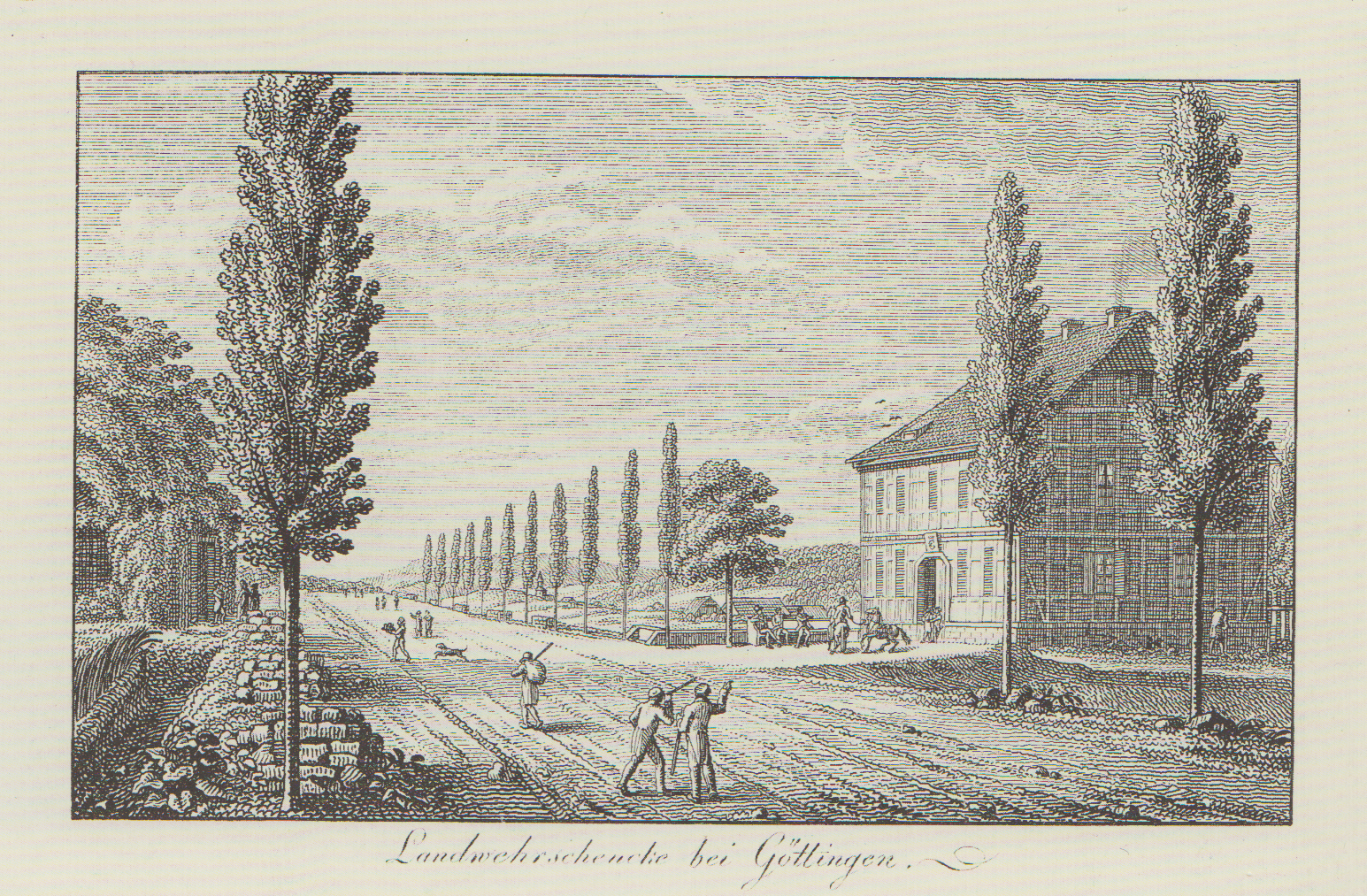
Landwehrschenke mit vorgelagerter Bank und Baum bestandener Chaussee, Ansicht von Nordosten (nach 1815, Stammbuchblatt von Ernst Ludwig Riepenhausen)
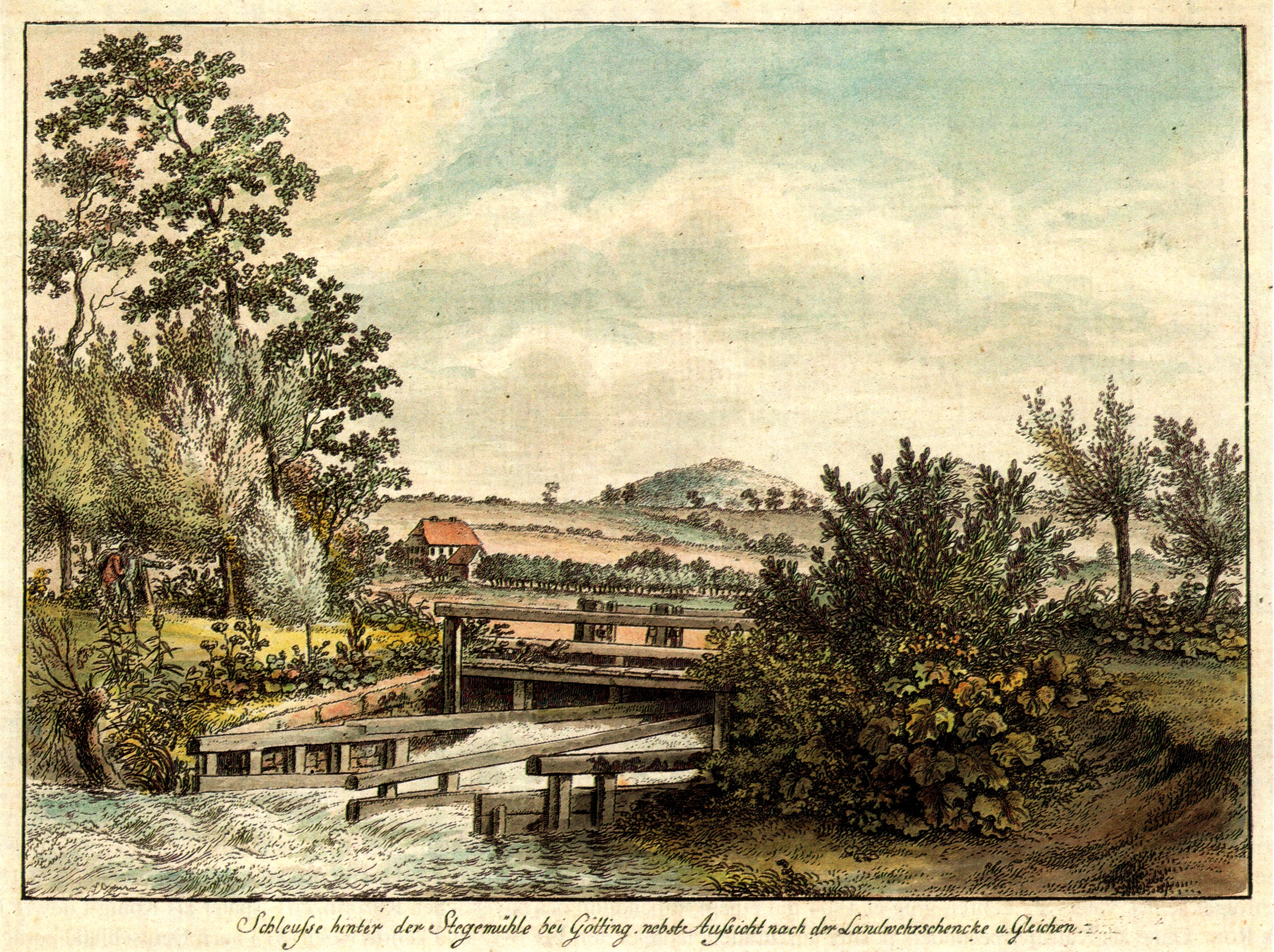
Blick von Ferne (von Nordwesten) durchs Leinetal mit im Hintergrund der Landwehrschenke, im Vordergrund das Leine-Wehr an der Stegemühle (aquarellierte Radierung von Christian Andreas Besemann, um 1795/1800)
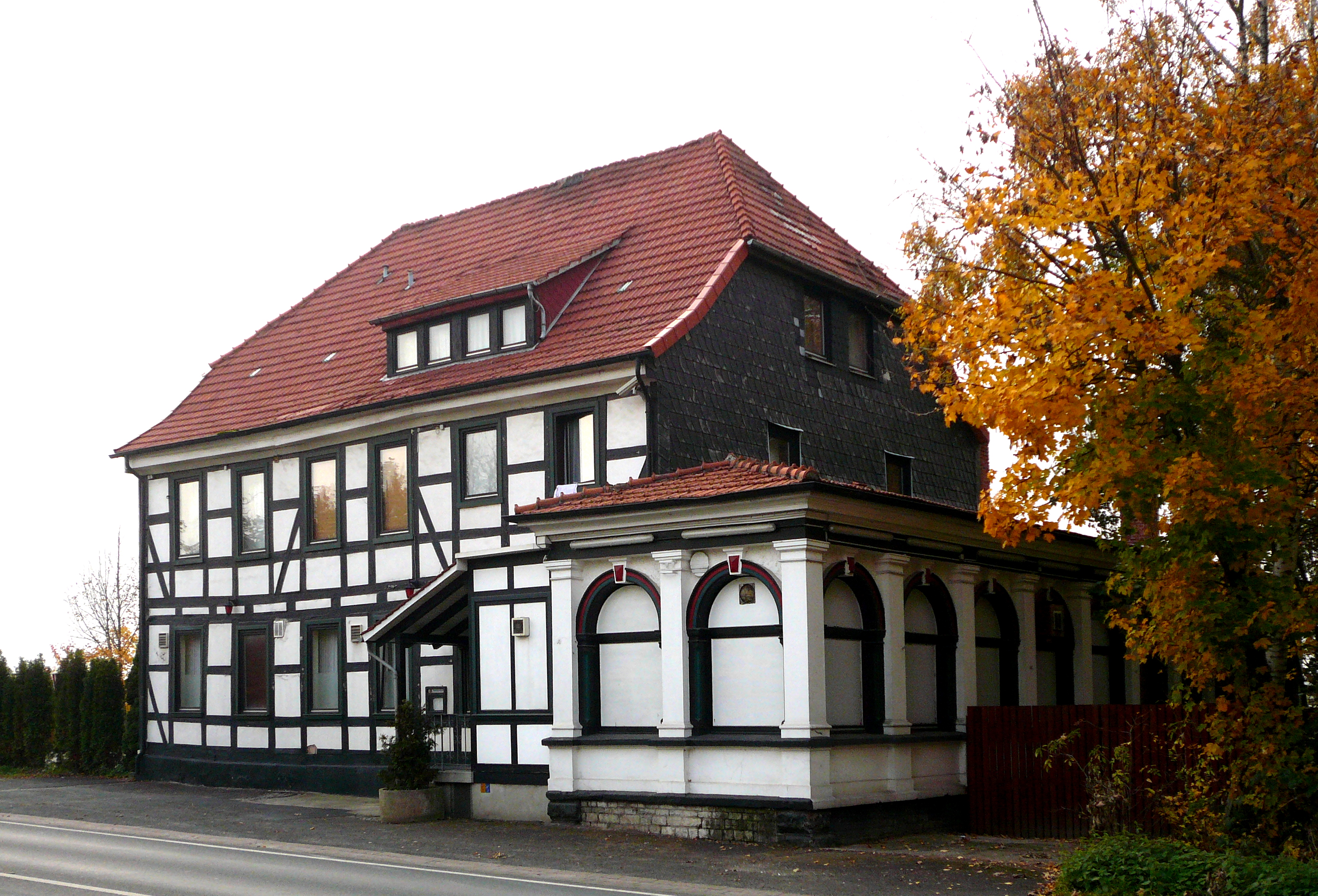
Landwehrschenke nach erweitertem Dachausbau und Verkleidung der nördlichen Giebelfassade sowie mit verändertem Saalanbau (2009)
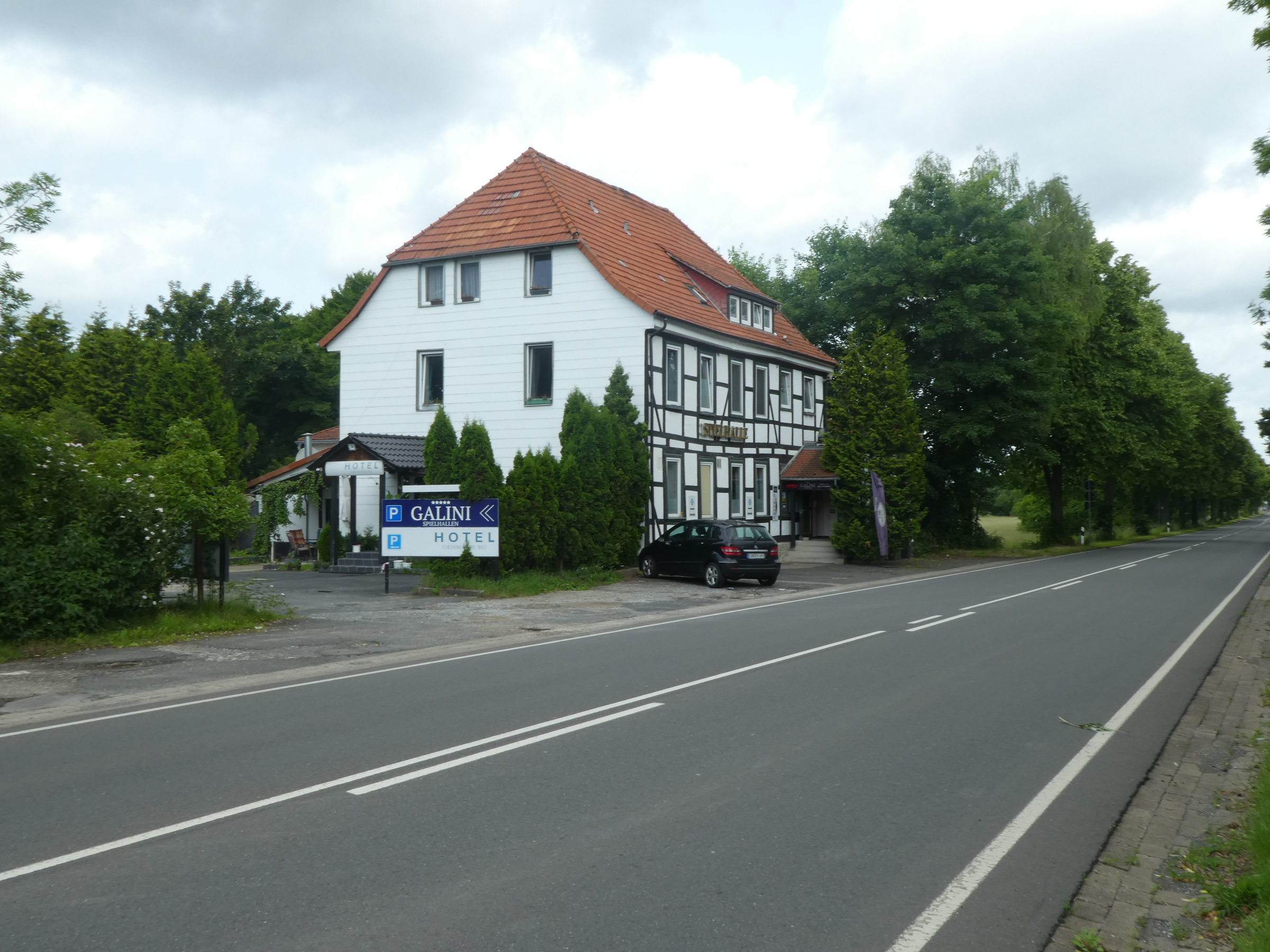
Ansicht von Südosten, mit Landesstraße 564 (2025)
Nebengebäude mit Pauksaal (um 1895)
Pauksaal (um 1895)

## Sonstiges
Die Landwehrschenke war zeitweilig auch ein Haltepunkt bei km 4,0 der Gartetalbahn, einer Kleinbahn, die von 1897 bis 1959 zwischen Göttingen und Rittmarshausen bzw. Duderstadt verkehrte.